# نوغي ماريسوكي
نوغي ماريسوكي (باليابانية: 乃木 希典) المعروف أيضًا باسم كيتن، وكذلك بالكونت نوغي (مواليد 25 ديسمبر 1849 – وفيات 13 سبتمبر 1912) كان جنرالًا يابانيًا في الجيش الإمبراطوري الياباني وحاكمًا عامًا لتايوان. كما كان أحد القادة خلال الاستيلاء على بورت آرثر من الصين عام 1894. يعد شخصية بارزة في الحرب الروسية اليابانية في 1904-1905، كقائد للقوات التي استولت على بورت آرثر من الروس.

لقد كان بطلاً قومياً في الإمبراطورية اليابانية كنموذج للولاء الإقطاعي والتضحية بالنفس، إلى حد الانتحار في النهاية. في تمرد ساتسوما، فقد راية الإمبراطور في المعركة، والتي حاول التكفير عنها بشجاعة انتحارية من أجل استعادة السيطرة عليها، حتى أُمر بالتوقف. في الحرب الروسية اليابانية، استولى على بورت آرثر لكنه شعر أنه فقد الكثير من جنوده، لذلك طلب الإذن بالانتحار، وهو ما رفضه الإمبراطور. هذان الحدثان، بالإضافة إلى رغبته في عدم البقاء على قيد الحياة بعد سيده، حفزته على الانتحار في يوم جنازة الإمبراطور ميجي. لفت مثاله الانتباه إلى مفهوم بوشيدو وممارسة الساموراي المثيرة للجدل لجنشي (اتباع السيد في الموت).

## النشأة
وُلد نوجي ناكيتو في 25 ديسمبر 1849 في قصر تشوفو دومين في إيدو (حاليًا روبونجي، طوكيو)، وهو الابن الثالث لضابط فرسان الساموراي ( أوماماواري) نوغي ماريتسوجو وزوجته هيساكو. خدم والده في إقطاع تشوفو، وهو إقطاع فرعي من مقاطعة تشوشو، وكان يمتلك أرضًا بقيمة 80 كوكو.  كان اسم طفولته ناكيتو (無人)، ومعناه حرفيًا «لا أحد»، لمنع الأرواح الشريرة من القدوم لإيذائه. عُرف لفترة وجيزة باسم بانزو، وبعد ذلك تم تغيير اسمه إلى ماريسوكي. عندما ادعى أنه ينحدر من عشيرة ميناموتو وتحديداً من عشيرة ساسكي التي تنحدر منها، غالبًا ما استخدم اسم «ماريسوكي ميناموتو» في توقيعاته.

## سيرته العسكرية المبكرة
في نوفمبر 1869، بأمر من سيد مقاطعة ناجاتو، تم تجنيده في الجيش ليتم تدريبه. بعد الانتهاء من التدريب، تم نقله إلى ثكنات في كيوتو كمدرب، ثم كمدرب في الجيش المسؤول عن قوات الدفاع الساحلية.
في عام 1871، تم تكليف نوغي كقائد في الجيش الإمبراطوري الياباني الوليد. حول هذا الوقت، أعاد تسمية نفسه ماريوسكي أخذ كانجي من اسم والده. في عام 1875، أصبح ملحق فوج المشاة الرابع عشر. في العام التالي (1876)، عُين نوغي ضابط أركان القوات الإقليمية في كوماموتو، وتم نقله لقيادة فوج المشاة الأول، ولخدمته في تمرد ساتسوما ضد قوات سايغو تاكاموري في كيوشو، تمت ترقيته إلى رتبة ملازم. العقيد في 22 أبريل 1877. في معركة شرسة في ذلك الوقت، خسر لواء فوج المشاة الرابع عشر، الذي كان يعتبر ملكًا للإمبراطور، لصالح العدو. كانت خسارته وصمة عار بالغة. اعتبر نوجي هذا خطأ جسيمًا لدرجة أنه ذكره كأحد أسباب انتحاره في وقت لاحق.
في 27 أغسطس 1876، تزوج نوجي من شيزوكو، الابنة الرابعة لساتسوما ساموراي يوجي سادانو، الذي كان يبلغ من العمر 20 عامًا. نظرًا لأن نوغي كان يبلغ من العمر 28 عامًا، فقد كان زواجًا متأخرًا جدًا في ذلك الوقت، مع الأخذ في الاعتبار أن متوسط سن الزواج كان في أوائل العشرينات. في 28 أغسطس 1877، ولد ابنهما الأول كاتسونوري، واشترى نوجي منزله الأول في نيزاكاماتشي، أكاساكا، طوكيو. في عام 1879، ولد ابنه الثاني ياسونوري. تم ترقيته إلى رتبة عقيد في 29 أبريل 1880.
رقي إلى لواء في 21 مايو 1885، في عام 1887، ذهب نوجي إلى ألمانيا مع كاواكامي سوروكو لدراسة الاستراتيجية والتكتيكات العسكرية الأوروبية.
في عام 1894، خلال الحرب الصينية اليابانية الأولى، قاد اللواء نوجي لواء المشاة الأول الذي اخترق الدفاعات الصينية ونجح في احتلال بورت آرثر في يوم واحد فقط من القتال. على هذا النحو، كان قائدًا بارزًا خلال مذبحة بورت آرثر . في العام التالي، تمت ترقيته إلى رتبة فريق (29 أبريل 1895) وتم تعيينه في الفرقة الثانية المكلفة بغزو تايوان. ظل نوغي مع قوات الاحتلال في تايوان حتى عام 1898. في عام 1899، تم استدعاؤه إلى اليابان، ووُضع في قيادة لواء المشاة الحادي عشر المشكل حديثًا، ومقره في كاغاوا.

## الحياة السياسية
بعد الحرب، تم ترقيته إلى دانشاكو ( بارون )؛ وحصل على وسام الطائرة الورقية الذهبية من الدرجة الأولى.
تم تعيين نوجي كثالث حاكم عام ياباني لتايوان من 14 أكتوبر 1896 إلى فبراير 1898. عند انتقاله إلى تايوان، نقل عائلته بأكملها، وأثناء وجودهم في تايوان، أصيبت والدته بالملاريا وتوفيت. أدى ذلك إلى اتخاذ نوغي تدابير لتحسين البنية التحتية للرعاية الصحية في الجزيرة.
ومع ذلك، على عكس العديد من معاصريه كضباط، لم يعرب نوجي عن أي اهتمام بممارسة السياسة. 

## الحرب الروسية اليابانية

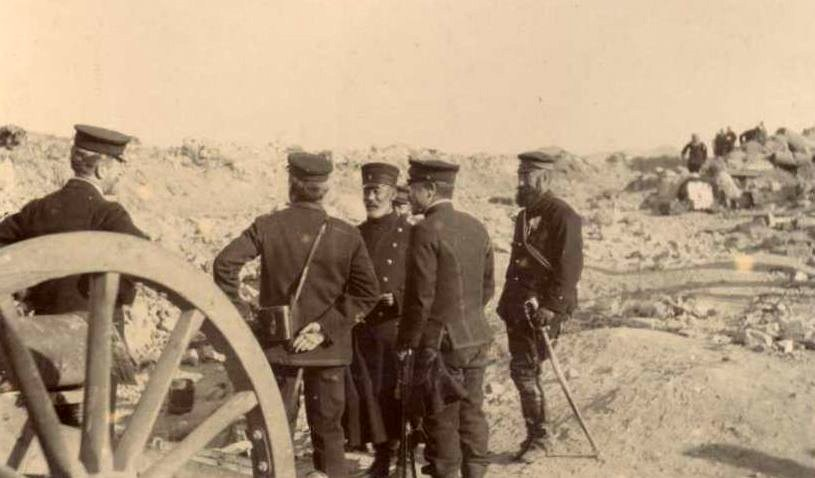
نوجي يقف في الوسط في مواجهة طاقم سلاح روسي أسير خارج بورت آرثر في 2 يناير 1905

في عام 1904، تم استدعاء نوغي للخدمة الفعلية بمناسبة الحرب الروسية اليابانية، وتمت ترقيته إلى رتبة جنرال بالجيش في قيادة الجيش الياباني الثالث، بقوة أولية قوامها حوالي 90.000 رجل وتم تكليفهم بالقبض على الروس - عقدت بورت آرثر على الطرف الجنوبي من شبه جزيرة لياودونغ، منشوريا. هبطت قوات نوجي بعد وقت قصير من معركة نانشان، التي قُتل فيها ابنه الأكبر، الذي خدم مع الجيش الياباني الثاني. تقدم ببطء إلى أسفل شبه جزيرة المسمى ليادونغ، واجه نوغي مقاومة قوية بشكل غير متوقع، وتحصينات أكثر بكثير مما كان عليه قبل عشر سنوات ضد الصينيين.

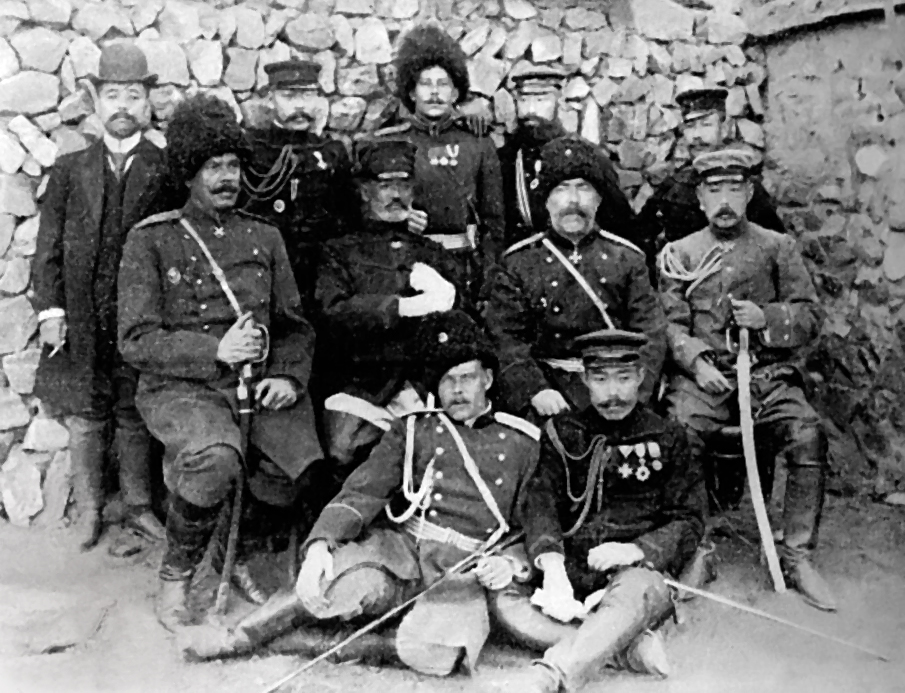
يجلس نوجي في الوسط بجوار الجنرال الروسي أناتولي ستيسل بعد استسلام القوات الروسية في بورت آرثر في 2 يناير 1905.

سرعان ما تحول الهجوم على بورت آرثر إلى حصار طويل لبورت آرثر، وهو اشتباك استمر من 1 أغسطس 1904 إلى 2 يناير 1905، مما كلف اليابانيين خسائر فادحة. بسبب الخسائر المتزايدة وفشل نوغي في التغلب على دفاعات ميناء آرثر، كان هناك ضغط متزايد داخل الحكومة اليابانية والجيش لإعفائه من القيادة. ومع ذلك، في إجراء غير مسبوق، تحدث الإمبراطور ميجي خلال اجتماع المجلس الأعلى للحرب (اليابان)، دافعًا عن نوجي وطالب بإبقائه في القيادة. 
بعد سقوط بورت آرثر، كان نوجي يعتبر بطلاً قومياً. قاد جيشه الثالث ضد القوات الروسية في معركة موكدين الأخيرة، منهيا مرحلة القتال البري من عمليات الحرب.
أشار المؤرخ البريطاني ريتشارد ستوري إلى أن نوغي فرض أفضل ما في تقاليد الساموراي اليابانية على الرجال الذين كانوا تحت إمرته بحيث "... حظي سلوك اليابانيين خلال الحرب الروسية اليابانية تجاه كل من السجناء والمدنيين الصينيين بالاحترام، وفي الواقع إعجاب العالم".
قُتل ولدا نوجي، اللذان كانا ملازمين للجيش أثناء الحرب، أثناء القتال. على الرغم من أن الابن الأكبر لنوغي كاتسونوري (28 أغسطس 1879-27 مايو 1904) كان طفلًا مريضًا، فقد تمكن من دخول الأكاديمية العسكرية الإمبراطورية في محاولته الثالثة. أصيب في بطنه في معركة نانشان وتوفي متأثرا بفقدان الدم أثناء خضوعه لعملية جراحية في مستشفى ميداني. سقط ابنه الثاني ياسونوري (16 ديسمبر 1881-30 نوفمبر 1904)، وهو ملازم ثان في بورت آرثر، على منحدر صخري، وضرب رأسه ومات على الفور. حصل ياسونوري على ترقية برتبة ملازم بعد وفاته، ودفنه والده في مقبرة أوياما.
في نهاية الحرب، قدم نوغي تقريرًا مباشرًا إلى الإمبراطور ميجي خلال إجتماع غوزن كايجي. عند شرح معارك حصار بورت آرثر بالتفصيل، انهار وبكى، واعتذر عن 56000 شخص فقدوا في تلك الحملة وطالب بالسماح له بقتل نفسه تكفيرًا. أخبره الإمبراطور ميجي أن الانتحار غير مقبول، لأن كل مسؤولية الحرب كانت بسبب أوامر الإمبراطورية، وأن نوجي يجب أن يبقى على قيد الحياة، على الأقل طوال حياته.

## مهنة ما بعد الحرب
بعد الحرب، تم ترقية نوغي إلى لقب الكونت ومنح وسام الشمس المشرقة من زهور بولونيا، جراند كوردون، 1917.
بصفته رئيسًا لمدرسة الأقران من 1908 إلى 1912، كان معلم الشاب هيروهيتو، وربما كان أهم تأثير على حياة إمبراطور اليابان المستقبلي.
أنفق نوجي معظم ثروته الشخصية على المستشفيات للجنود الجرحى وعلى النصب التذكارية التي أقيمت في جميع أنحاء البلاد لإحياء ذكرى القتلى خلال الحرب الروسية اليابانية. كما نجح في تقديم التماس إلى الحكومة اليابانية لإقامة نصب تذكاري على الطراز الروسي في بورت آرثر لقتلى الروس في تلك الحملة. 

## الكشافة
يعتبر نوجي مهمًا للكشافة في اليابان، حيث ذهب في عام 1911 إلى إنجلترا لحضور حفل تتويج الملك جورج الخامس الأمير هيجاشيفوشيمي يوريهيتو. تم تقديم الجنرال، بصفته "المدافع عن بورت آرثر"، إلى الجنرال روبرت بادن باول، "المدافع عن حصار مفكين"، من قبل اللورد كيتشنر، صاحب مقولة "من كان كشافة، سيظل دائمًا كشافة" التي تقال حتى يومنا هذا.

## انتحار

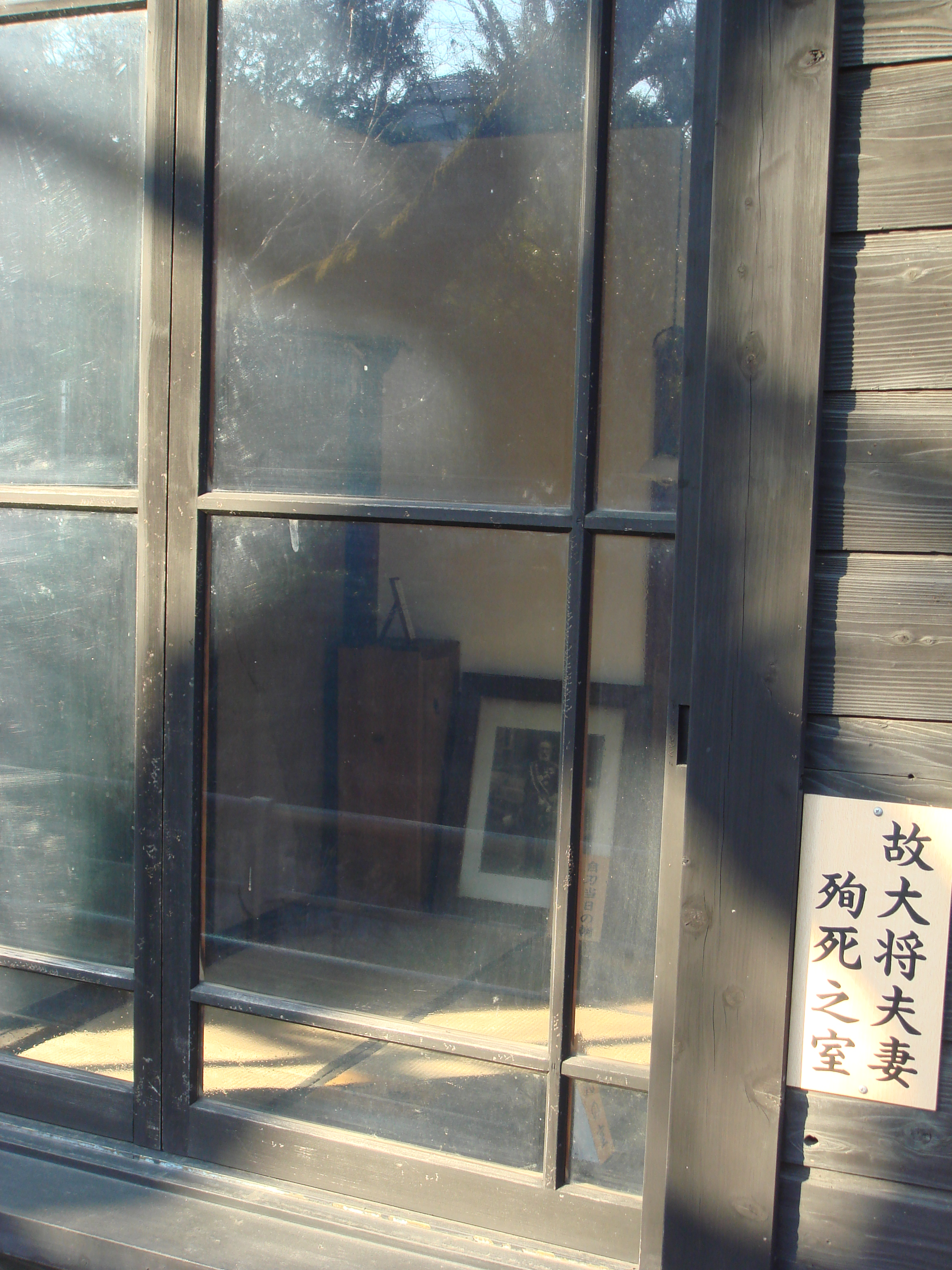
الغرفة التي انتحر فيها نوغي ماريسوكي مع زوجته

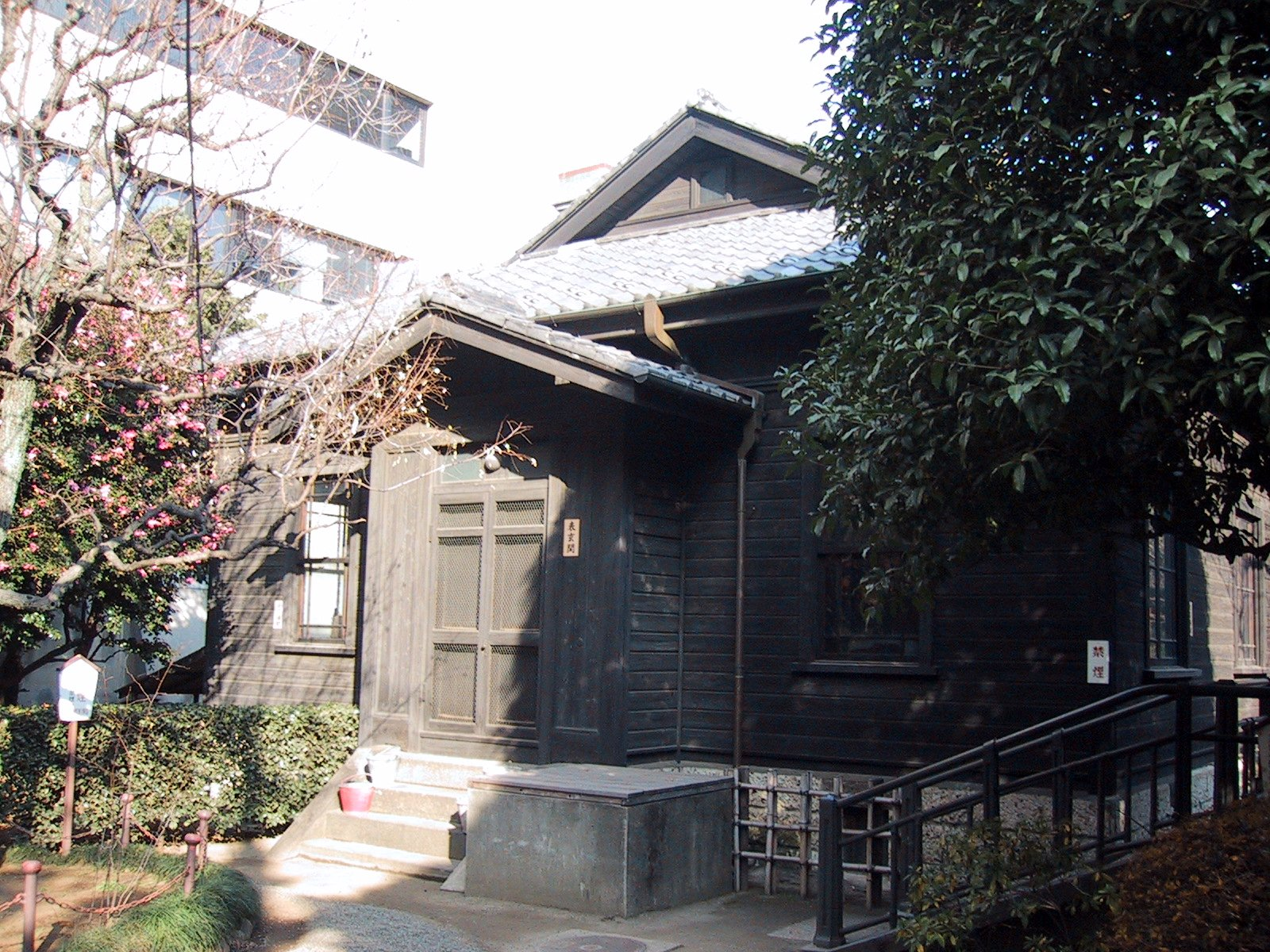
منزل نوغي ماريوسكي في نوجيزاكا.

انتحر نوغي وزوجته شيزوكو بسيبوكو بعد وقت قصير من مغادرة موكب جنازة الإمبراطور ميجي القصر. كان انتحار الطقوس وفقًا لممارسة الساموراي المتمثلة في اتباع سيد المرء حتى الموت (جونشي). في رسالته الانتحارية، قال إنه يرغب في التكفير عن عاره في كيوشو، وعن آلاف الضحايا في بورت آرثر. كما تبرع بجسده للعلوم الطبية.
تم دفن جميع أفراد عائلة نوغي الأربعة في مقبرة أوياما في طوكيو. تحت ولاية شنتو، كان نوغي يحظى بالاحترام باعتباره كامي وضريح نوغي، وهو ضريح شنتو على شرفه، ولا يزال موجودًا في موقع منزله في نوجيزاكا، طوكيو. يتم تكريم ذكراه أيضًا في مواقع أخرى مثل ضريح نوغي في فوشيمي-كو، كيوتو، حيث تم إنشاء ضريح الإمبراطور ميجي.

## الإرث

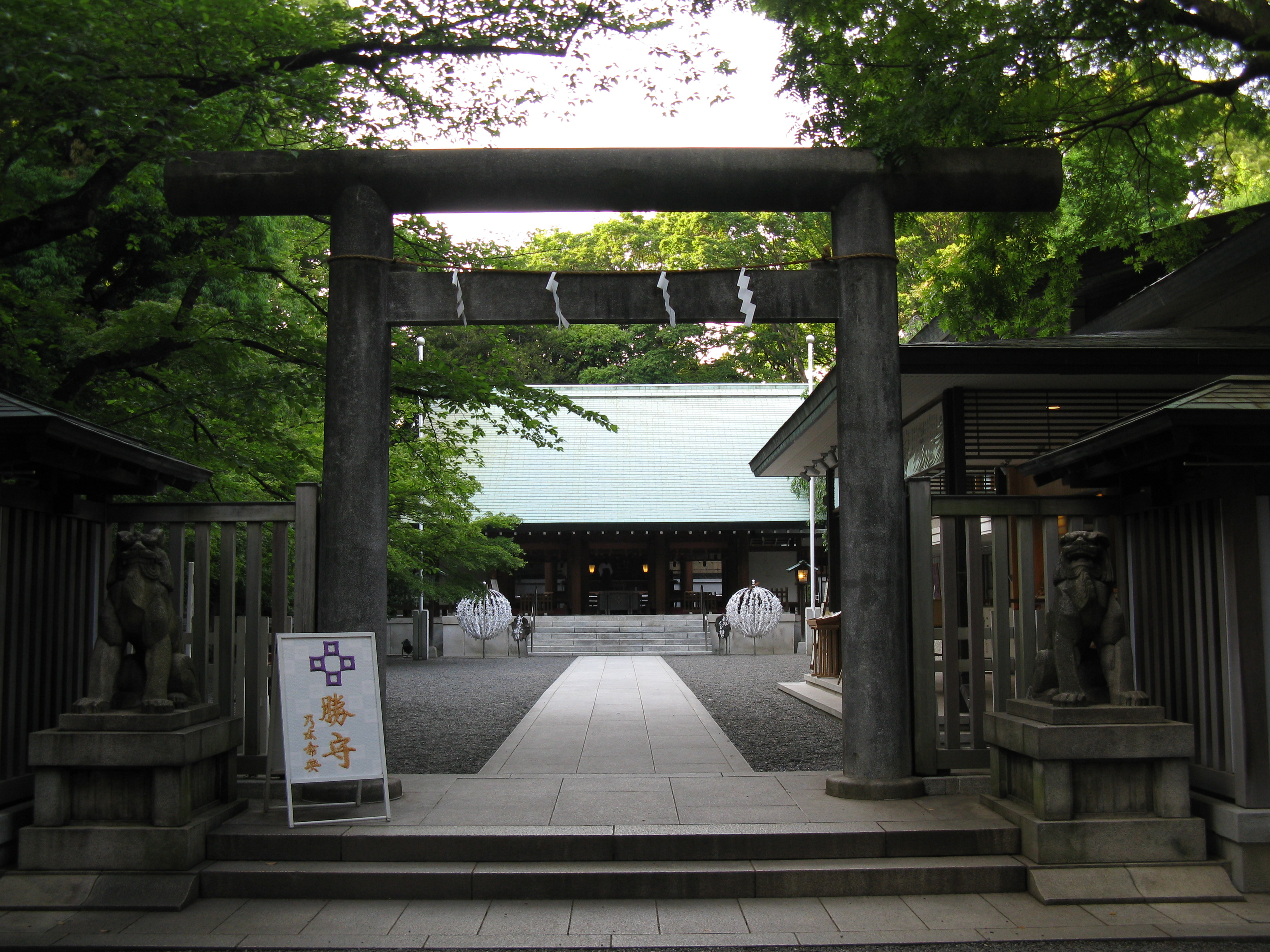
ضريح نوغي في نوجيزاكا

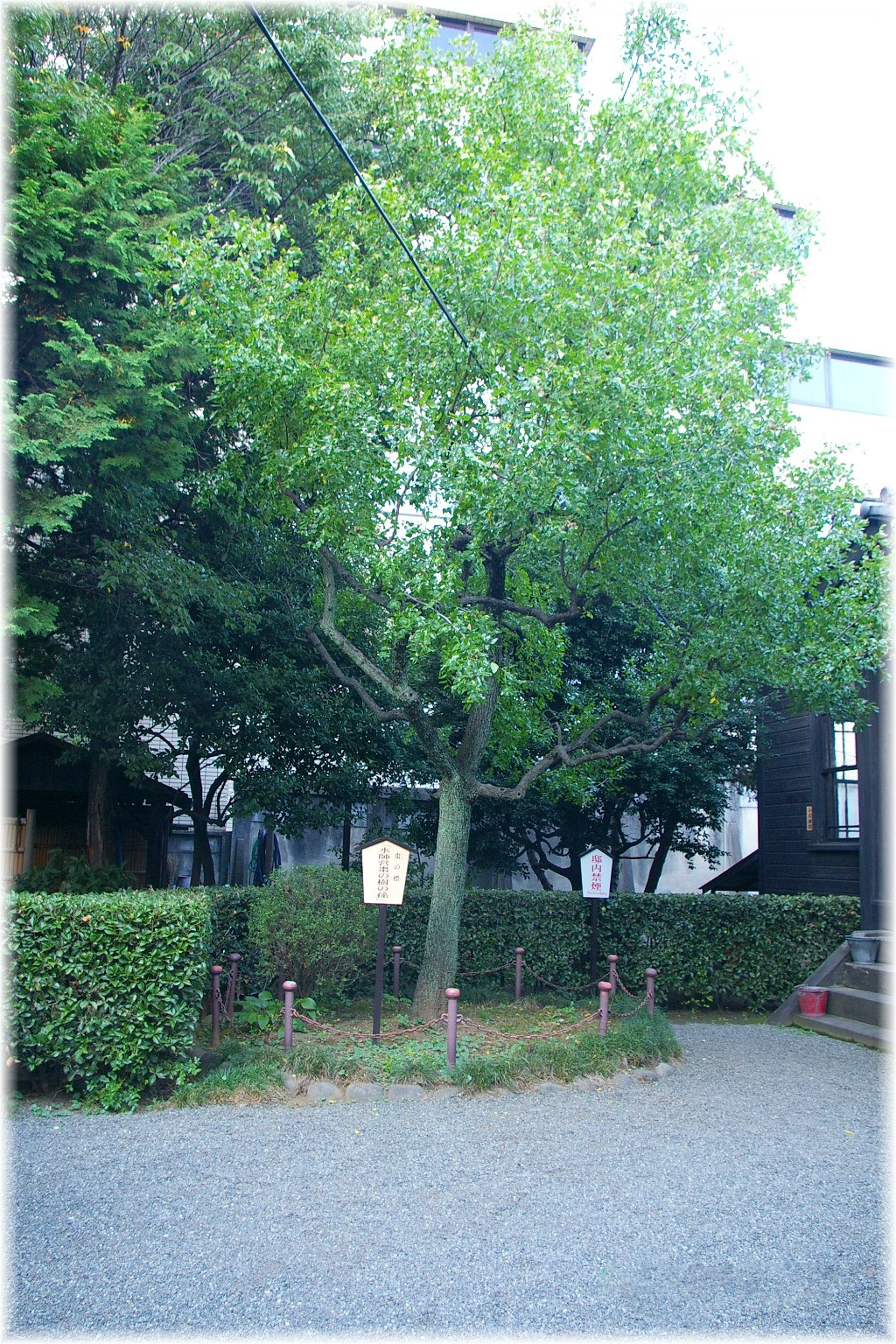
شجرة عناب كُتب عليها ترنيمة طقوس في قصر نوغي ماريسوكي

أحدثت سيبوكو نوجي ضجة كبيرة وجدلًا على الفور. ادعى بعض الكتاب أنه يعكس اشمئزاز نوغي من الإسراف وتدهور القيم الأخلاقية في أواخر عهد ميجي اليابان. وأشار آخرون إلى رسالة انتحار نوغي، واصفين إياها بأنها عمل تكفير عن أخطاء في مسيرته العسكرية. في كلتا الحالتين، كان انتحار نوغي بمثابة نهاية حقبة، وكان له تأثير عميق على الكتاب المعاصرين، مثل أوغاي موري و كورويوا شيروكو و ناتسومي سوسيكي. بالنسبة للعامة، أصبح نوغي رمزًا للولاء والتضحية.
الرواية التاريخية الملحمية Saka no Ue no Kumo تصور نوغي على أنه تخبط في حصار ميناء آرثر ويجب أن ينقذه من ذلك كوداما جينتارو. تم إصدار العديد من الكتب في السنوات الأخيرة لإعادة تأهيل صورة نوغي وإظهاره كقائد كفؤ.

## رجل الاحرف
يُشار إلى نوجي أيضًا في اليابان كرجل أدب. كانت قصائده كانشي (قصائد باللغة الصينية) تحظى بشعبية خاصة بين اليابانيين خلال فترة وجوده. ثلاث من قصائده الكانشي مشهورة.
بعد معركة نانشان عام 1904، التي فقد فيها ابنه الأكبر، كتب:
| 金 州城 外 の 作                                                                          | مكتوب خارج أسوار جينتشو |
| ----------------------------------------------------------------------------------------- | --- |
| 山川 草木 轉 荒涼 </br> 十里 風 腥 新 戰場</br>征 馬 不 前人 不 語</br>金 州城 外 立 斜陽 | الجبال والأنهار والأشجار والأعشاب ، كلها أصبحت مقفرة، في غضون عشر سنوات، تنتشر رائحة إراقة الدماء في ساحة المعركة الجديدة. حصاني الشجاع لم يتحرك والجنود لا يتكلمون. وأنا أقف خارج مدينة جينتشو، في غروب الشمس. |

بعد معركة 203 هيل في 1904-1905، والتي فقد فيها ابنه الثاني، قال:
| 爾 靈山                                                                                    | الجبل حيث تكمن أرواحك |
| ------------------------------------------------------------------------------------------ | --- |
| 爾 靈山 嶮 豈 難 攀 </br> 男子 功名 期 克 艱</br>鐵血 覆 山 山形 改</br>萬人 齊 仰 爾 靈山 | هل يمكننا القول أنه كان من السهل تسلق 203 هيل؟ هل كانت بلا صعوبة لأن الرجال طلبوا شرفهم؟ لقد غير الجبل شكله، مغطى بالحديد والدم. الآن نحن جميعًا ننظر في رهبة إلى الجبل حيث تكمن أرواحكم. |

بعد نهاية الحرب الروسية اليابانية، كتب:
| 凱旋                                                                                         | انتصار |
| -------------------------------------------------------------------------------------------- | --- |
| 皇 師 百萬 征 強 虜 </br>野戰 攻城 屍 作 山 </br>愧 我 何 顔 看 父老 </br>凱歌 今日 幾 人 還 | جيش إمبراطوري قوامه مليون جندي في حرب صليبية ضد البرابرة الأقوياء أسفرت المعركة والحصار عن جبل من الجثث لا أريد أن أواجه أولئك الذين عادوا إلى الوطن لأنني أشعر بالخجل أنه على الرغم من الانتصار، عاد عدد قليل من الرجال |

## التشريف

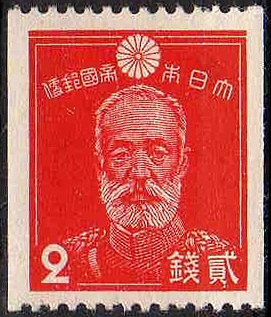
طابع إمبراطوري ياباني من عام 1938 يصور نوغي

### الألقاب
- 1895: بارون (20 أغسطس)
- 1907: كونت (21 سبتمبر)

### أوسمة
- 1897: جراند كوردون وسام الكنز المقدس (26 يونيو ؛ الدرجة الثانية: 29 أبريل 1894)
- 1906: جراند كوردون من وسام الطائرة الورقية الذهبية (1 أبريل) [8] (الدرجة الثالثة: 20 أغسطس 1895)
- 1906: جراند كوردون من وسام الشمس المشرقة مع زهور بولونيا (1 أبريل). [8] (الدرجة الثانية: 20 أغسطس 1895 ؛ الدرجة الثالثة: 7 أبريل 1885)
- 1905: صب لو ميريت (10 يناير)
- 1907: الصليب الأكبر لجوقة الشرف (16 أبريل)
- 1909: ميدالية الاستحقاق الذهبية التشيلية (28 أبريل)
- 1911: الصليب الأكبر لأمر نجمة رومانيا (25 أكتوبر)
- 1911: الفارس الفخري جراند كروس لفرسان الصليب الأكبر للنظام الملكي الفيكتوري (GCVO)
- 1911: الفارس الفخري جراند كروس من وسام باث ، القسم العسكري (المملكة المتحدة) (GCB) (1 يناير).[18]

### ترقيات
- 1871: المرتبة السابعة الأولى (ديسمبر)
- 1873: المرتبة السادسة (25 يونيو)
- 1879: المرتبة السادسة الأولى (20 ديسمبر)
- 1880: المرتبة الخامسة (8 يونيو)
- 1885: المرتبة الخامسة الأقدم (25 يوليو)
- 1893: المرتبة الرابعة الأولى (11 أبريل)
- 1896: المرتبة الثالثة (21 ديسمبر).
- 1904: المرتبة الثالثة الأقدم (6 يونيو)
- 1909: المرتبة الثانية (10 يوليو)
- 1916: المرتبة الثانية الأولى (بعد وفاته)

## تصوير
صورت تاتسويا ناكاداي ماريسوكي في فيلم دراما الحرب اليابانية عام 1980 معركة بورت آرثر (يشار إليها أحيانًا باسم 203 كوشي ). من إخراج توشيو ماسودا، صور الفيلم حصار بورت آرثر خلال الحرب الروسية اليابانية وقام بالبطولة ناكاداي في دور الجنرال ماريسوكي، وتيتسورو تامبا في دور الجنرال كوداما جينتارو، وتوشيرو ميفوني في دور الإمبراطور ميجي.
في العرض التليفزيوني لقناة NHK عن ملحمة Ryōtarō Shiba <i id="mwAW4">Saka no Ue no Kumo</i>، والتي تم بثها من عام 2009 إلى عام 2011، قام الممثل أكيرا إيموتو بتصوير Nogi.
في المانجا و NHK التلفزيوني المأخوذ عن Monster ، تم ذكر الجنرال نوغي من قبل زعيم المجتمع التركي ، السيد دينيز ، مما أقنع الآخرين بالثقة بالدكتور كنزو تينما وعاهرة محلية عندما حاولوا إقناع قادة الحي التركي في فرانكفورت. أن تكون حذرًا من هجوم حريق وشيك من قبل النازيين الجدد بقيادة الطفل.

## ملحوظات
1. ↑  Encyclopædia Britannica | Nogi Maresuke (بالإنجليزية), QID:Q5375741
2. ↑  Benesch, Oleg. (2014). Inventing the Way of the Samurai, p. 153.
3. 1 2  Sasaki، Hideaki؛ 佐々木英昭 (2005). Nogi Maresuke : yo wa shokun no shitei o koroshitari (ط. Shohan). Mineruva Shobō. ص. 40, 113. ISBN:4-623-04406-8. OCLC:61402590. مؤرشف من الأصل في 2023-01-07.
4. ↑  Ōhama، Tetsuya (2010). Nogi maresuke. Kōdansha. ص. 19. ISBN:978-4-06-292028-5. OCLC:744210173. مؤرشف من الأصل في 2023-01-07.
5. 1 2  Bix, Herbert. (2000). Hirohito and the Making of Modern Japan, p. 42.
6. ↑  National Diet Library: "Portraits of Modern Japanese Historical Figures," Nogi Maresuke. نسخة محفوظة 2021-11-18 على موقع واي باك مشين.
7. ↑  Tucker، Spencer C. (16 ديسمبر 2014). 500 Great Military Leaders. ABC-CLIO. ص. 560. ISBN:978-1598847574.
8. 1 2 3 4  "Nogi, Maresuke," Encyclopædia Britannica (12th ed.), Vol. XXX, p. 1139. نسخة محفوظة 2021-11-27 على موقع واي باك مشين.
9. ↑  Connaughton, Richard. (1988). Rising Sun and Tumbling Bear, p. 101.
10. ↑  Jukes, Geoffrey. (2002). The Russo-Japanese War 1904–1905, p. 66.
11. ↑  Storry, Richard. (1960). A History of Modern Japan, p. 217.
12. ↑  Keene, Donald. (2005).  Emperor of Japan, Meiji and his World, pp. 712–713.
13. ↑  Bix, Herbert. (2000). Hirohito and the Making of Modern Japan, pp. 36-37, 43.
14. ↑  Noss, John Boyer. (1980). Man's Religions, p. 319.
15. ↑  Lyell, Thomas. (1948). Case History of Japan, p. 142.
16. ↑  Nogi Jinja نسخة محفوظة October 22, 2012, على موقع واي باك مشين., Kyoto.
17. ↑  Gen. Nogi's Relics at Nogi Shrine نسخة محفوظة February 25, 2012, على موقع واي باك مشين. (in Japanese)
18. ↑  London Gazette: Issue No. 28567, p. 1 (29 December 1911). نسخة محفوظة 2014-02-18 على موقع واي باك مشين.
19. ↑  The Battle of Port Arthur (203 Koshi) in the قاعدة بيانات الأفلام على الإنترنت